# 9. San-marinesisches Kabinett
Das 9. Kabinett setzte sich aus Partito Socialista Sammarinese (PSS) und Partito Comunista Sammarinese (PCS) zusammen, es amtierte vom 25. September 1951 bis zum 16. September 1955.
Die seit Kriegsende gemeinsam regierenden PCS und PSS setzten auch nach der Parlamentswahl 1951, bei der sie zusammen 31 von 60 Sitzen erhielten, ihre Zusammenarbeit fort. Bis 1955 gab es nur 2 feste Amtsbezeichnungen, den Segretario di Stato per gli Affari Esteri e Politici (Außenminister) und den Segretario di Stato per gli Affari Interni e Finanze (Innen- und Finanzminister), die jedoch nicht der Regierung (Segretario di Stato) angehörten. Der Congresso di Stato hatte zehn Mitglieder, eine Zuständigkeit für ein bestimmtes Ressort (dicastero) gab es vor 1955 nur in Ausnahmefällen.
Die san-marinesische Verfassung kennt keinen Regierungschef, im diplomatischen Protokoll nimmt der Außenminister die Rolle des Regierungschefs ein.

## Liste der Minister
| Ressort               | Minister            | Partei | Amtszeit                                |
| --------------------- | ------------------- | ------ | --------------------------------------- |
| Auswärtiges           | Gino Giacomini      | PSS    | 25. September 1951 – 16. September 1955 |
| Inneres und Finanzen  | Giuseppe Forcellini | PSS    | 25. September 1951 – 16. September 1955 |
| Bildung               | Alvaro Casali       | PSS    | 25. September 1951 – 16. September 1955 |
|                       | Domenico Forcellini | PSS    | 25. September 1951 – 16. September 1955 |
| Kommunikation         | Giordano Giacomini  | PSS    | 25. September 1951 – 16. September 1955 |
| Gesundheit            | Arnaldo Para        | PSS    | 25. September 1951 – 16. September 1955 |
|                       | Alberto Reffi       | PSS    | 25. September 1951 – 16. September 1955 |
| Wirtschaft und Arbeit | Secondo Fiorini     | PCS    | 25. September 1951 – 10. März 1953      |
| Wirtschaft und Arbeit | Eugenio Bernardini  | PCS    | 10. März 1953 – 16. September 1955      |
| Landwirtschaft        | Agostino Giacomini  | PCS    | 25. September 1951 – 16. September 1955 |
| Justiz                | Domenico Morganti   | PCS    | 25. September 1951 – 16. September 1955 |
| Öffentliche Arbeiten  | Vincenzo Pedini     | PCS    | 25. September 1951 – 16. September 1955 |

### Bemerkungen
1. ↑  Segretario di Stato per gli Affari Esteri e Politici (nicht Mitglied des Congresso di Stato)
2. ↑  Segretario di Stato per gli Affari Interni e Finanze (nicht Mitglied des Congresso di Stato)
3. ↑  Deputato per l’Istruzione Pubblica, lo Sport e lo Spettacolo (seit 21. Januar 1955)
4. ↑  Deputato per la Communicazione (seit 21. Januar 1955)
5. ↑  Deputato per l’Igiene e la Sanità (seit 21. Januar 1955)
6. ↑  Deputato per l’Economia a il Lavoro (seit 3. Februar 1955)
7. ↑  Deputato per l’Agricultura (seit 3. Februar 1955)
8. ↑  Deputato per la Giustizia e il Culto (seit 3. Februar 1955)
9. ↑  Deputato per i Lavori Pubblici (seit 3. Februar 1955)

### Änderungen
Secondo Fiorini wurde 1953 durch Eugenio Bernardini ersetzt. Eine feste Ressortzuteilung erfolgte erst 1955, zwei Regierungsmitglieder blieben ohne Ressort.